# Daniel Winkler
Daniel Allen Winkler (né le 2 février 1990 à Effingham, Illinois, États-Unis) est un lanceur droitier des Braves d'Atlanta de la Ligue majeure de baseball.

## Carrière
Daniel Winkler est repêché une première fois par les Cubs de Chicago au 43e tour de sélection en 2010. Après avoir ignoré l'offre, quitté son école secondaire de Champaign (Illinois) pour rejoindre les Knights de l'université du centre de la Floride, il signe son premier contrat professionnel avec les Rockies du Colorado, qui le repêchent au 20e tour de sélection en 2011. 
Winkler joue en ligues mineures de 2011 à 2014 avec des clubs affiliés aux Rockies, où il est lanceur partant et maintient une moyenne de points mérités de 3,79 en 76 départs, avec 447 retraits sur des prises en 429 manches et deux tiers lancées. Sa carrière s'interrompt en juin 2014 lorsqu'il doit subir une opération Tommy John au coude droit après s'être blessé lors d'un match des Drillers de Tulsa, le club-école Double-A des Rockies.
Le 11 décembre 2014, les Rockies du Colorado perdent Winkler, qui est réclamé par les Braves d'Atlanta lors de la tenue annuelle du repêchage de la règle 5. Winkler est à ce moment toujours en convalescence après son opération au coude. Son retour ne s'effectue pas en ligues mineures, où il n'a alors pas dépassé le niveau Double-A, mais directement dans les majeures, lorsqu'il fait ses débuts comme lanceur de relève pour Atlanta le 21 septembre 2015 face aux Mets de New York.